# Reprezentacja Włoch w piłce nożnej kobiet
Reprezentacja Włoch w piłce nożnej kobiet – zespół piłkarski, reprezentujący Włochy w meczach i sportowych imprezach międzynarodowych, powoływany przez selekcjonera, w którym mogą występować wyłącznie zawodniczki posiadające obywatelstwo włoskie. Za jej funkcjonowanie odpowiedzialny jest Włoski Związek Piłki Nożnej (FIGC).
Największymi sukcesami reprezentacji jest 2-krotne zdobycie wicemistrzostwa na mistrzostwach Europy (1993, 1997), a także osiągnięty ćwierćfinał na mistrzostwach świata (1991, 2019).

## Historia
Włoska reprezentacja kobiet zagrała swój pierwszy mecz w dniu 23 lutego 1968 roku w Viareggio, przeciwko Czechosłowacji, jednak drużyna nie była jeszcze częścią Federazione Italiana Calcio Femminile, która powstała wkrótce 11 marca w Viareggio. Od początku reprezentacja brała udział w różnych kontynentalnych i międzynarodowych turniejach, zdobywając wiele sukcesów. W 1969 Włoszki zdobyły złoto nieoficjalnych mistrzostw Europy dla kobiet (Coppa Europa per Nazioni), a w 1979 srebro. Od 1984 prowadzono Europejskie rozgrywki dla drużyn kobiecych organizowane przez UEFA, w trzech edycjach Włoszki zostały zatrzymane w półfinale. W 1991 turniej przyjął obecną nazwę Mistrzostwa Europy. Również w 1991 zostały po raz pierwszy zorganizowane przez FIFA Mistrzostwa świata. W 1993 reprezentacja Włoch zdobyła swój największy sukces - wicemistrzostwo Europy. W 1997 powtórzyła ten sukces.

## Udział w turniejach międzynarodowych

### Mistrzostwa Europy
Włoskiej drużynie 13 razy udało się zakwalifikować do finałów ME. 4-krotnie zdobywała tytuł mistrza. 
| Rok    | Runda                   | M                       | W                       | R                       | P                       | GZ                      | GS                      | RG                      |
| ------ | ----------------------- | ----------------------- | ----------------------- | ----------------------- | ----------------------- | ----------------------- | ----------------------- | ----------------------- |
| 1984   | półfinał                | 2                       | 0                       | 0                       | 2                       | 3                       | 5                       | -2                      |
| 1987   | 3 miejsce               | 2                       | 1                       | 0                       | 1                       | 2                       | 3                       | -1                      |
| 1989   | 4 miejsce               | 2                       | 0                       | 1                       | 1                       | 2                       | 3                       | -1                      |
| 1991   | 4 miejsce               | 2                       | 0                       | 0                       | 2                       | 1                       | 5                       | -4                      |
| 1993   | wicemistrz              | 2                       | 0                       | 1                       | 1                       | 1                       | 2                       | -1                      |
| 1995   | Nie zakwalifikowała się | Nie zakwalifikowała się | Nie zakwalifikowała się | Nie zakwalifikowała się | Nie zakwalifikowała się | Nie zakwalifikowała się | Nie zakwalifikowała się | Nie zakwalifikowała się |
| / 1997 | wicemistrz              | 5                       | 2                       | 2                       | 1                       | 7                       | 6                       | +1                      |
| 2001   | faza grupowa            | 3                       | 1                       | 1                       | 1                       | 3                       | 4                       | -1                      |
| 2005   | faza grupowa            | 3                       | 0                       | 0                       | 3                       | 4                       | 12                      | -8                      |
| 2009   | ćwierćfinał             | 4                       | 2                       | 0                       | 2                       | 5                       | 5                       | 0                       |
| 2013   | ćwierćfinał             | 4                       | 1                       | 1                       | 2                       | 3                       | 5                       | -2                      |
| 2017   | faza grupowa            | 3                       | 1                       | 0                       | 2                       | 5                       | 6                       | -1                      |
| 2022   | faza grupowa            | 3                       | 0                       | 1                       | 2                       | 2                       | 7                       | -5                      |
| 2025   | półfinał                | 5                       | 2                       | 1                       | 2                       | 6                       | 7                       | -1                      |
| Razem  | 13/14                   | 40                      | 10                      | 8                       | 22                      | 44                      | 70                      | -26                     |

### Mistrzostwa świata
Dotychczas kobiecej reprezentacji Włoch trzy razy udało się awansować do finałów mistrzostw świata. W 1991 i 2019 osiągnęła ćwierćfinał. Eliminacje do tego turnieju w strefie europejskiej odbywają się poprzez mistrzostwa Europy. 
| Rok   | Runda                   | M                       | W                       | R                       | P                       | GZ                      | GS                      | RG                      |
| ----- | ----------------------- | ----------------------- | ----------------------- | ----------------------- | ----------------------- | ----------------------- | ----------------------- | ----------------------- |
| 1991  | ćwierćfinał             | 4                       | 2                       | 0                       | 2                       | 8                       | 5                       | +3                      |
| 1995  | nie zakwalifikowała się | nie zakwalifikowała się | nie zakwalifikowała się | nie zakwalifikowała się | nie zakwalifikowała się | nie zakwalifikowała się | nie zakwalifikowała się | nie zakwalifikowała się |
| 1999  | faza grupowa            | 3                       | 1                       | 1                       | 1                       | 3                       | 3                       | 0                       |
| 2003  | nie zakwalifikowała się | nie zakwalifikowała się | nie zakwalifikowała się | nie zakwalifikowała się | nie zakwalifikowała się | nie zakwalifikowała się | nie zakwalifikowała się | nie zakwalifikowała się |
| 2007  | nie zakwalifikowała się | nie zakwalifikowała się | nie zakwalifikowała się | nie zakwalifikowała się | nie zakwalifikowała się | nie zakwalifikowała się | nie zakwalifikowała się | nie zakwalifikowała się |
| 2011  | nie zakwalifikowała się | nie zakwalifikowała się | nie zakwalifikowała się | nie zakwalifikowała się | nie zakwalifikowała się | nie zakwalifikowała się | nie zakwalifikowała się | nie zakwalifikowała się |
| 2015  | nie zakwalifikowała się | nie zakwalifikowała się | nie zakwalifikowała się | nie zakwalifikowała się | nie zakwalifikowała się | nie zakwalifikowała się | nie zakwalifikowała się | nie zakwalifikowała się |
| 2019  | ćwierćfinał             | 5                       | 3                       | 0                       | 2                       | 9                       | 4                       | +5                      |
| 2023  | faza grupowa            | 3                       | 1                       | 0                       | 2                       | 3                       | 8                       | -5                      |
| Razem | 4/9                     | 15                      | 7                       | 1                       | 7                       | 23                      | 20                      | +3                      |

### Igrzyska olimpijskie
Dotychczas reprezentacji Włoch w piłce nożnej kobiet ani razu nie udało się awansować do finałów igrzysk olimpijskich. 
| Rok   | Runda                   | M                       | W                       | R                       | P                       | GZ                      | GS                      | RG                      |
| ----- | ----------------------- | ----------------------- | ----------------------- | ----------------------- | ----------------------- | ----------------------- | ----------------------- | ----------------------- |
| 1996  | nie zakwalifikowała się | nie zakwalifikowała się | nie zakwalifikowała się | nie zakwalifikowała się | nie zakwalifikowała się | nie zakwalifikowała się | nie zakwalifikowała się | nie zakwalifikowała się |
| 2000  | nie zakwalifikowała się | nie zakwalifikowała się | nie zakwalifikowała się | nie zakwalifikowała się | nie zakwalifikowała się | nie zakwalifikowała się | nie zakwalifikowała się | nie zakwalifikowała się |
| 2004  | nie zakwalifikowała się | nie zakwalifikowała się | nie zakwalifikowała się | nie zakwalifikowała się | nie zakwalifikowała się | nie zakwalifikowała się | nie zakwalifikowała się | nie zakwalifikowała się |
| 2008  | nie zakwalifikowała się | nie zakwalifikowała się | nie zakwalifikowała się | nie zakwalifikowała się | nie zakwalifikowała się | nie zakwalifikowała się | nie zakwalifikowała się | nie zakwalifikowała się |
| 2012  | nie zakwalifikowała się | nie zakwalifikowała się | nie zakwalifikowała się | nie zakwalifikowała się | nie zakwalifikowała się | nie zakwalifikowała się | nie zakwalifikowała się | nie zakwalifikowała się |
| 2016  | nie zakwalifikowała się | nie zakwalifikowała się | nie zakwalifikowała się | nie zakwalifikowała się | nie zakwalifikowała się | nie zakwalifikowała się | nie zakwalifikowała się | nie zakwalifikowała się |
| 2020  | nie zakwalifikowała się | nie zakwalifikowała się | nie zakwalifikowała się | nie zakwalifikowała się | nie zakwalifikowała się | nie zakwalifikowała się | nie zakwalifikowała się | nie zakwalifikowała się |
| 2024  | nie zakwalifikowała się | nie zakwalifikowała się | nie zakwalifikowała się | nie zakwalifikowała się | nie zakwalifikowała się | nie zakwalifikowała się | nie zakwalifikowała się | nie zakwalifikowała się |
| Razem | 0/8                     | –                       | –                       | –                       | –                       | –                       | –                       | –                       |